# 貝克韋爾島
貝克韋爾島（英語：Bakewell Island），是南極洲的島嶼，位於毛德皇后地的阿斯特里德公主海岸，處於利丹島以東的里瑟爾-拉森冰架南部，在1967年11月5日被美國海軍發現，現時由南極條約體系管理。